# Nancy Callaerts
Nancy Callaerts (Willebroek, 11 augustus 1971) is een voormalige Belgische atlete, die gespecialiseerd was in de sprint. Ze werd tweemaal Belgisch kampioene op de 100 m en driemaal Belgisch indoorkampioene op de 60 m. Ook vertegenwoordigde ze België verschillende keren bij de Europese kampioenschappen en de wereldkampioenschappen. Naast het Belgisch record op de 4 x 200 m estafette, maakte ze ook verschillende malen deel uit van ploegen die het Belgische record op de 4 x 100 m estafette verbeterden.

## Loopbaan
Haar eerste succes behaalde Nancy Callaerts in 1990 met het winnen van de Belgisch indoortitel op de 60 m. Op 17 februari verbeterde ze samen met haar teamgenotes Sylvia Dethier, Leen Deley en Katrien Maenhout het Belgisch record op de 4 x 200 m estafette.
In 2001 nam ze deel aan de wereldindoorkampioenschappen in Lissabon. Op de 60 m werd ze in de series uitgeschakeld met een tijd van 7,50 s. Op de wereldkampioenschappen in 2005 nam ze met haar teamgenotes Katleen De Caluwé, Kim Gevaert en Élodie Ouédraogo deel aan de 4 x 100 m estafette. Ondanks een tijd van 43,40 eindigde het team in de series op een derde plaats, hetgeen onvoldoende was om te mogen doorstromen naar de finale.
Op de Olympische Spelen van 2004 in Athene was Callaerts de reserveloopster van het 4 x 100 m estafetteteam, dat onder leiding van Kim Gevaert zesde werd in de finale. In 2005 stopte ze met atletiek.
Callaerts was in haar actieve tijd aangesloten bij AC Waasland. Ze is gescheiden van Gert Raets.
Bij de gemeenteraadsverkiezingen van 2012 stond ze op de Open Vld-lijst in Willebroek.

## Belgische kampioenschappen
Outdoor
| Onderdeel | Jaar       |
| --------- | ---------- |
| 100 m     | 1993, 1997 |

Indoor
| Onderdeel | Jaar             |
| --------- | ---------------- |
| 60 m      | 1990, 1994, 1999 |

## Persoonlijke records
Outdoor
| Onderdeel | Prestatie | Datum            | Plaats  |
| --------- | --------- | ---------------- | ------- |
| 100 m     | 11,40     | 7 juli 2002      | Brussel |
| 200 m     | 24,17     | 27 augustus 2002 | Luik    |

Indoor
| Onderdeel | Prestatie | Datum            | Plaats |
| --------- | --------- | ---------------- | ------ |
| 60 m      | 7,42      | 14 februari 1999 | Gent   |

## Palmares

### 60 m
- 1990:  BK indoor AC - 7,58 s
- 1993:  BK indoor AC - 7,55 s
- 1994:  BK indoor AC - 7,49 s
- 1994: 4e in series EK indoor - 7,85 s
- 1998:  BK indoor AC - 7,59 s
- 1999:  BK indoor AC - 7,42 s
- 2001: 5e in series WK indoor - 7,50 s

### 100 m
- 1993:  BK AC - 11,80 s
- 1997:  BK AC - 11,76 s

### 4 x 100 m
- 1989: DNS EJK
- 2001: ?e Europacup - 44,25 s (BR)
- 2001: 5e in series WK - 44,19 s (BR)
- 2002: ?e Oordegem-Lede - 43,99 (BR)
- 2002: 4e EK - 43,22 s (BR)[2]
- 2005: 3e in series WK - 43,40 s